# Tire et oublie
 (juin 2017).
Si vous disposez d'ouvrages ou d'articles de référence ou si vous connaissez des sites web de qualité traitant du thème abordé ici, merci de compléter l'article en donnant les références utiles à sa vérifiabilité et en les liant à la section « Notes et références ».

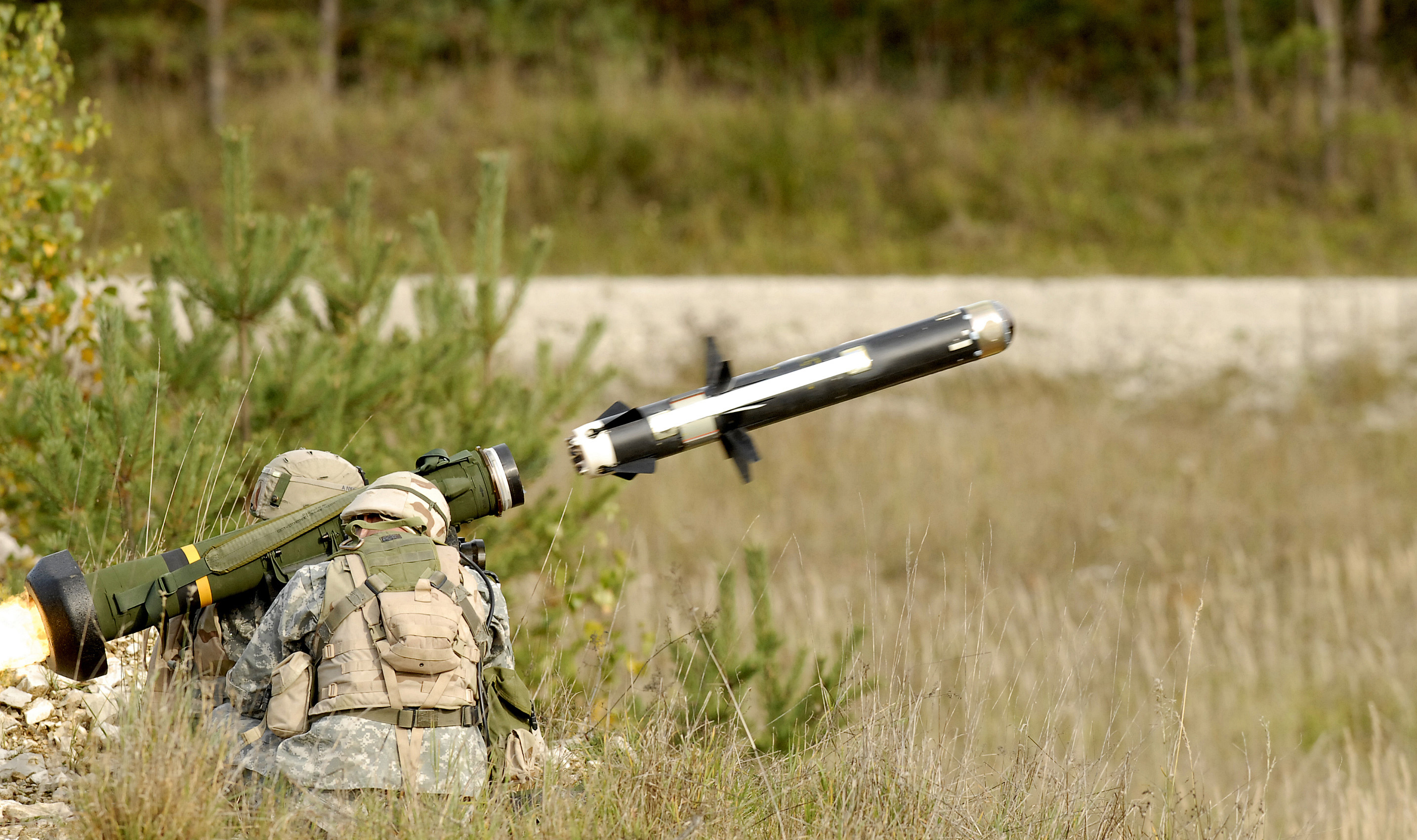
Des soldats américains utilisent un FGM-148 Javelin.

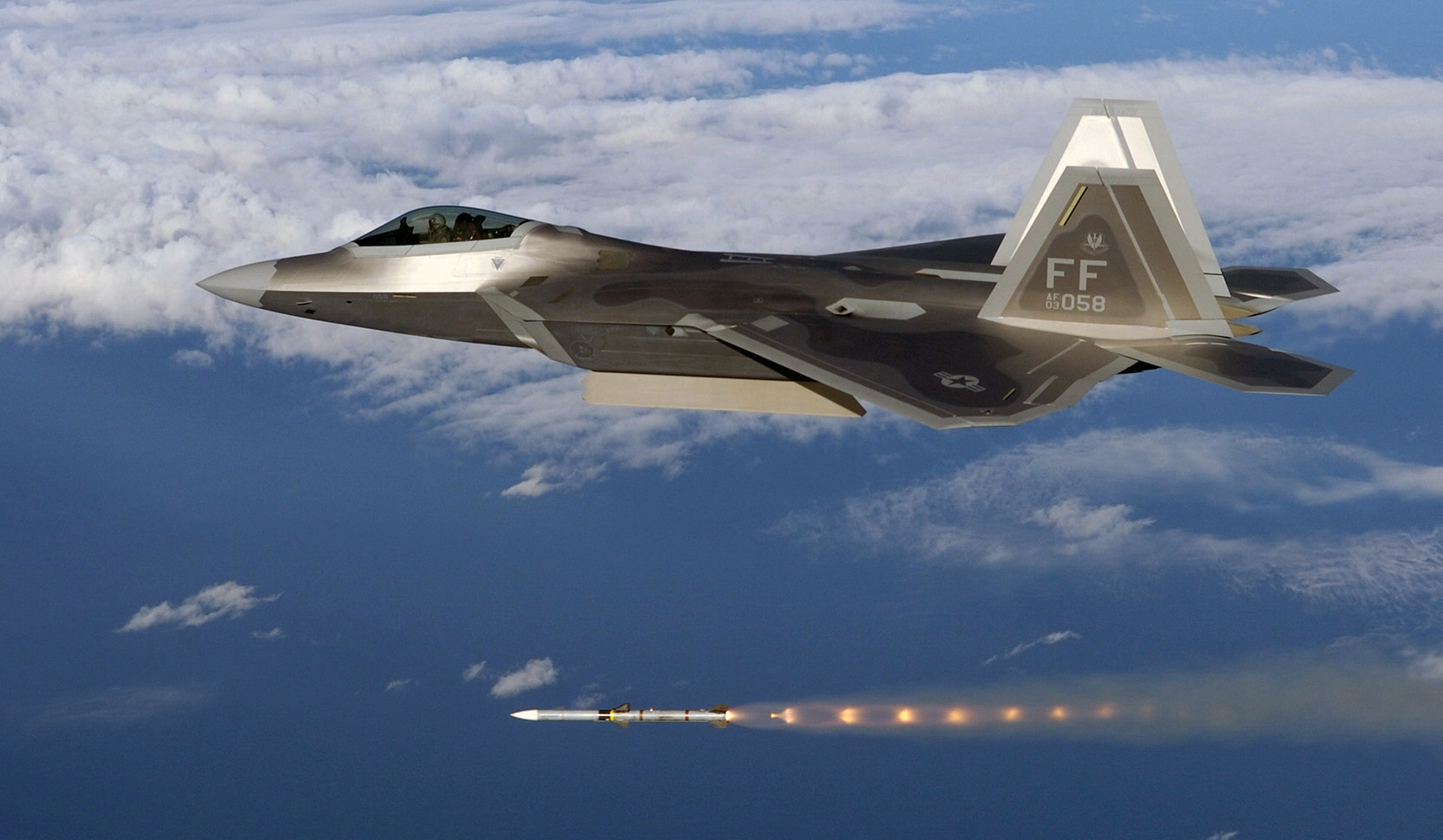
Un F-22 ayant tiré un AIM-120

Tire et oublie (traduction de l'anglais « fire and forget ») qualifie un missile de troisième génération dont le guidage après lancement ne requiert plus l'intervention du servant de la plate-forme de tir. Il est également désigné missile autonome après lancement ou missile à vol autonome.
Par définition, le missile autonome après lancement se passe des moyens de désignation classiques de la cible, tels que l'illumination par laser ou le guidage radar semi-actif. Notamment, pour un missile sol-sol ou surface-air, le tireur n'a plus besoin de voir ou d'observer la cible après le lancement : sa vulnérabilité au contre-feu diminue — ce qui n'est pas le cas quand il illumine la cible avec par exemple un désignateur laser, puisqu'il ne peut pendant ce temps se déplacer — tandis qu'il peut se consacrer immédiatement à d'autres tâches.
Généralement, les informations relatives à la cible sont programmées avant le lancement : il peut s'agir de coordonnées ou de mesures radar (vitesse comprise) ou infra-rouge de la cible. Après lancement, le missile exploite conjointement le guidage inertiel, le GPS, le radar, la détection par infra-rouge. Certains systèmes offrent la possibilité soit de continuer à transmettre des informations à l'engin après son lancement, soit de laisser celui-ci utiliser ses données initiales seulement.
Des munitions de type « tire et oublie » pour fusil de précision et armes à feu conventionnelles sont en cours de développement, comme EXACTO.

## Exemples
Voici quelques exemples de missiles autonomes après lancement :
- AIM-9 Sidewinder ;
- AAM-4 (Type 99 AAM) ;
- AGM114-L Hellfire ;
- AGM-65 Maverick ;
- AIM-120 AMRAAM ;
- AASM HAMMER (SBU-38, -54, -64) ;
- Exocet ;
- FGM-148 Javelin ;
- FIM-92 Stinger ;
- Matra R550 Magic II ;
- MICA ;
- Mistral ;
- SCALP-EG (dit aussi Storm Shadow) ;
- SRAW Predator ;
- Trigat ;
- R-40.